# The Moonstone (film 1997)
The Moonstone è un film tv del 1997 diretto da Robert Bierman.

## Produzione
Il film fu prodotto dalla British Broadcasting Corporation (BBC).